# Uniunea Salvați România
Uniunea Salvați România (abreviat USR) este un partid politic parlamentar liberal din România, în prezent al patrulea partid din Parlament, în urma alegerilor parlamentare din 2024. Partidul a fost fondat ca urmare a succesului obținut de Uniunea Salvați Bucureștiul (USB) la alegerile locale din 2016. După înregistrarea oficială ca partid politic în 2016, USR s-a unit cu partidele locale Uniunea Salvați Bucureștiul (USB) și Uniunea pentru Codlea (UpC), obținând astfel o mare parte din baza sa de membri de la cele două partide.
Între 2016 și 2020, USR a fost al treilea cel mai mare partid politic din Parlamentul României, candidând pe o platformă anticorupție. În 2019, USR a stabilit o alianță politică cu Partidul Libertate, Unitate și Solidaritate (PLUS), pe care l-a absorbit ulterior în 2021. În 2022, partidul a suferit o scindare, reprezentată de lansarea unui nou partid politic, mai exact Reînnoim Proiectul European al României (REPER), condus de doi co-președinți, mai precis Dragoș Pîslaru și Ramona Strugariu, avându-l de asemenea ca membru pe Dacian Cioloș, fostul președinte al USR între 2021 și 2022.
De la sfârșitul anului 2023 până la începutul lui septembrie 2024, USR a fost cel mai mare partid într-o alianță tripartită de centru-dreapta, cunoscută sub numele de Alianța Dreapta Unită (ADU). Această alianță a inclus și Partidul Mișcarea Populară (PMP) și Forța Dreptei (FD) și s-a pregătit să participe la toate alegerile din 2024. În cadrul alegerilor locale din 2024, USR a fost implicat în alianțe politice regionale cu Reînnoim Proiectul European al României (REPER), i.e., în municipiul București pentru susținerea lui Nicușor Dan pentru funcția de primar general al capitalei și cu Forumul Democrat al Germanilor din România (FDGR/DFDR), în orașele Brașov și Timișoara.

## Istoric

Sigla oficială inițială a USR

USR a continuat proiectul politic Uniunea Salvați Bucureștiul (USB) la nivel național, proiect înființat la 1 iulie 2015. La conferința de lansare a USB, vorbind despre obiectivele noii mișcări, Nicușor Dan a declarat:
„Ne adresăm unei întregi categorii de oameni care este dezamăgită de felul în care s-a făcut politică până acum și, în special, în București, ne adresăm acelor nuclee de cetățeni care au început să lupte pentru drepturile lor. (...) Vom continua lupta cu administrația publică din București. Vom spune de fiecare dată de cheltuirea aberantă a banului public, de ilegalitate, de confortul locuirii sau de lipsa lui. Totodată vom veni cu viziunea și proiectul nostru pentru București. Nu suntem delimitați ideologic. Ce vrem să facem este foarte simplu, sunt niște probleme, vrem să le rezolvăm.”
Alături de Nicușor Dan, membrii fondatori ai Uniunii Salvați Bucureștiul au fost Ioan Miloș, Alina Vernon, Dan Podaru și Argentina Traicu, ultimii doi retrăgându-se din comitetul de inițiativă în ianuarie 2016.
Pe 23 februarie 2016, Nicușor Dan a publicat pe contul său de Facebook documentul intitulat „Programul pentru București al candidatului Nicușor Dan (Uniunea Salvați Bucureștiul) la Primăria Generală”, pe care l-a supus dezbaterii publice. În alegerile locale din 2016, USB a obținut 25% din voturile bucureștenilor, clasându-se pe locul al doilea.
Pe 21 august 2016, USB a fuzionat cu Uniunea pentru Codlea și Uniunea Salvați România, noua formațiune purtând numele Uniunea Salvați România (USR). Nicușor Dan a fost ales președinte, iar vicepreședinți au fost desemnați Cristian Ghica, Clotilde Armand, Dumitru Dobrev, Roxana Wring și Erwin Albu. Dan a preconizat pentru alegerile parlamentare din 2016 un scor de cel puțin 10%, însă procesul de fuziune a fost îngreunat de numeroase contestații depuse de PSD, PER și alte persoane.  La 29 decembrie 2016, Curtea de Apel București a aprobat definitiv fuziunea.
La congresul din 28 octombrie 2017, Dan Barna a fost ales noul președinte al partidului, pentru un mandat de doi ani. Între 14-15 septembrie 2019, la Timișoara, a avut loc cel de-al cincilea Congres Național al USR, unde Dan Barna a fost reconfirmat ca președinte, iar nouă vicepreședinți și alți membri ai conducerii au fost aleși.

Județele în care USR a reușit să aibă reprezentanți aleși în Consiliul Județean (indicate cu albastru) după alegerile locale din 2020.

La sfârșitul lunii septembrie și începutul lunii octombrie 2021, Dacian Cioloș a fost ales președintele partidului, obținând 50,9% din voturi.
Pe 7 februarie 2022, Dacian Cioloș și-a dat demisia de la conducerea USR, după ce propunerile sale de reformă internă au fost respinse de Biroul Politic Național. Cătălin Drulă a devenit președinte interimar. Pe 31 mai 2022, Dacian Cioloș a anunțat că, împreună cu alți patru parlamentari, a demisionat din USR și a început procesul de înființare a unui nou partid, REPER.
Biroul Național al USR a decis pe 11 iunie 2022 ca următorul congres al partidului să aibă loc în iulie, modificând astfel data inițială a congresului, stabilită anterior pentru octombrie 2022. Congresul a fost programat în două tururi: turul I între 6 și 10 iulie, turul al II-lea între 11 și 15 iulie, și congresul online de validare a alegerii președintelui partidului pe 16 iulie. Potrivit unor surse, primarul actual al Brașovului, Allen Colliban, ar putea să-l înfrunte pe Cătălin Drulă pentru conducerea partidului la următorul congres. Între timp, Octavian Berceanu și-a completat candidatura la conducerea partidului la sfârșitul lunii iunie 2022. Între timp, Octavian Berceanu și-a completat candidatura la conducerea partidului la sfârșitul lunii iunie 2022.
La 18 decembrie 2023, Uniunea Salvați România (USR), Partidul Mișcarea Populară (PMP) și Forța Dreptei (FD) au lansat oficial o alianță de centru-dreapta, denumită Alianța Dreapta Unită (ADU). Alianța și-a lansat lista de candidați pentru alegerile europarlamentare din 2024, care include următorii candidați eligibiliː Dan Barna (USR), Vlad Voiculescu (USR), Eugen Tomac (PMP), Vlad Botoș (USR), Cristina Prună (USR), Violeta Alexandru (FD).

## Alianța 2020 USR-PLUS

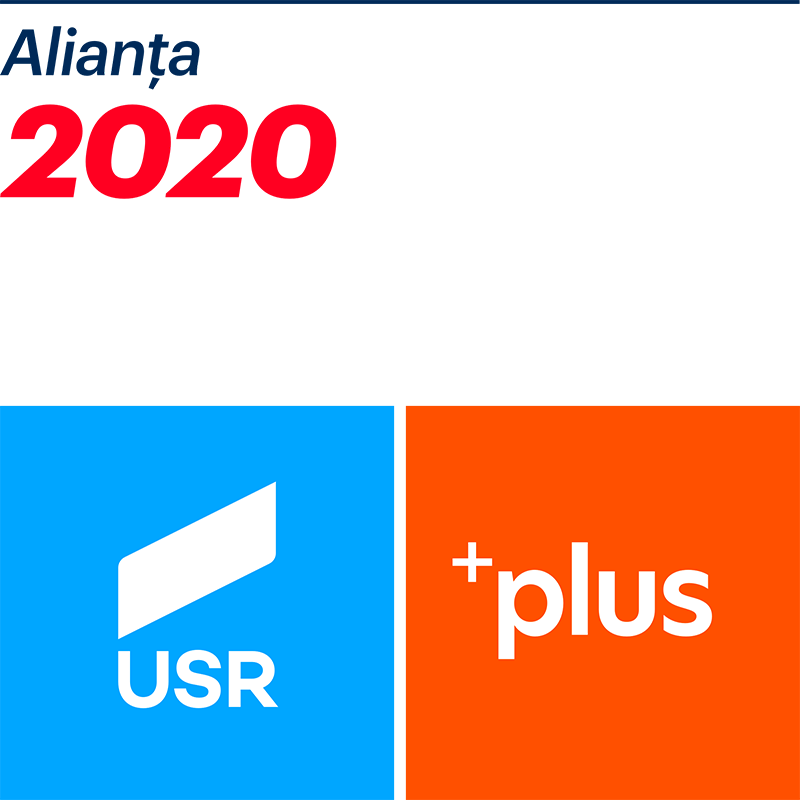
Sigla oficială a USR pe vremea când era o alianță electorală formată și din PLUS între 2019 și 2020.

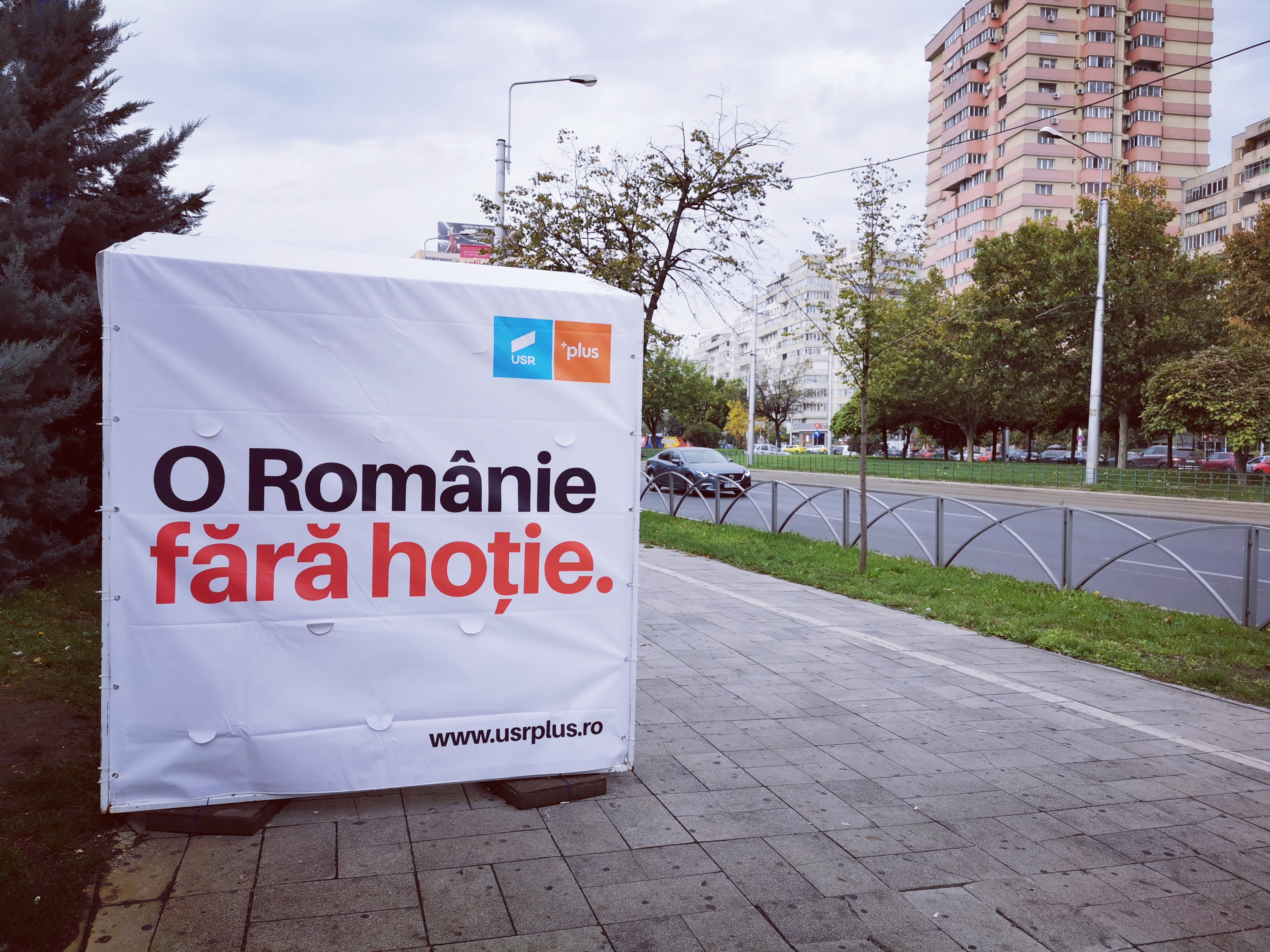
Cortul electoral al Alianței 2020 USR-PLUS pentru alegerile legislative din România din 2020 din România din 2020 (octombrie 2020). Legenda de pe cort reprezintă sloganul partidului și sună astfel: O Românie fără hoție'.

Dan Barna (USR) și Dacian Cioloș (PLUS), în calitate de lideri ai Alianței 2020 USR-PLUS, au declarat pe 2 februarie 2019 că cele două partide au ajuns la un acord pentru a participa împreună la alegerile europene și că proiectul reprezintă un prim pas către un posibil succes în alegerile legislative din România din 2020.
Pe 7 martie 2019, Biroul Electoral Central (BEC) a respins cererea de înregistrare a Alianței 2020 USR-PLUS pentru alegerile europarlamentare, motivând că Barna și Cioloș nu figurau ca președinți ai celor două partide în Registrul partidelor politice. Barna a fost ales președinte al USR în octombrie 2017, iar Cioloș a fost ales președinte al PLUS în februarie 2019. Ambii au solicitat înregistrarea lor ca președinți la Tribunalul București, însă până la înregistrarea Alianței nu au primit o decizie definitivă. Deputatul Nicușor Dan, fost președinte al USR, a declarat că „am găsit, împreună cu echipa juridică, soluția care să-mi permită să contrasemnez legal protocolul Alianței USR-PLUS”. Pe 8 martie, Înalta Curte de Casație și Justiție a admis recursul USR-PLUS la decizia BEC de a nu permite înregistrarea alianței. Sloganul ales de alianță era Fără hoție ajungem departe și făcând referire la corupția existentă în România. În prezent, sloganul este O Românie fără hoție.
Pe 15 august 2020, membrii USR și PLUS au organizat un congres online pentru a decide dacă unesc sau nu oficial cele două partide, 84,65% dintre participanți votând în favoarea fuziunii. Acest nou partid se va numi în continuare USR (Uniunea Salvați România) și va fi condus de Barna și Cioloș până la luarea unei decizii judecătorești privind fuziunea; apoi, partidul va fi redenumit în „USR PLUS”.
Partidele, USR și PLUS, au fuzionat oficial și legal într-un singur partid pe 16 aprilie 2021, după aprobarea acestui lucru de către Curtea de Apel București. În plus, se spunea că partidul se pregătește pentru un nou congres, probabil în toamna anului 2021, pentru a vota o conducere unică, Barna și Cioloș anunțând că vor participa amândoi la acest vot.
La începutul lunii octombrie 2021, Dacian Cioloș a fost ales președinte al partidului în cadrul congresului. Ulterior, au fost aleși cei 24 de membri ai Biroului Politic Național, iar denumirea formațiunii politice a revenit la Uniunea Salvați România (USR), renunțându-se în consecință la „USR PLUS” ca denumire.

## Program politic

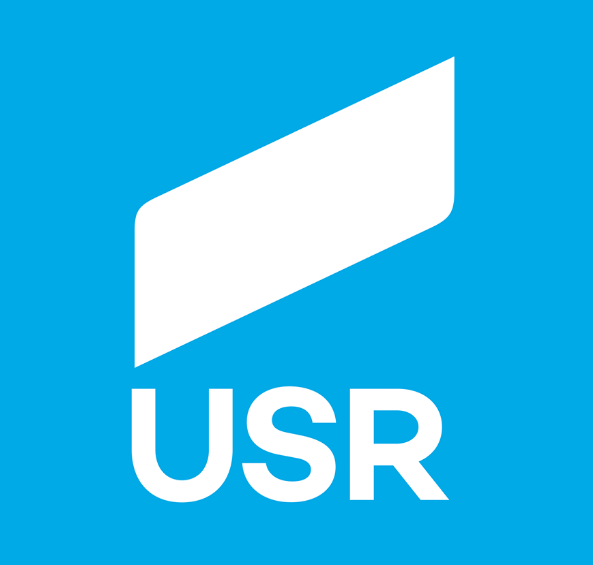
Sigla oficială inițială a USR

Pe 5 octombrie 2016, Uniunea Salvați România (USR) și-a lansat oficial programul politic, structurat în nouă capitole care acoperă domenii precum: transparența, industria, agricultura, educația, cultura, sănătatea, infrastructura, protecția mediului și politica externă. USR militează pentru transparență maximă, industrializare cu mijloace moderne, sprijinirea micilor fermieri, reforma educației, o nouă paradigmă culturală, alocarea a 6% din PIB pentru sănătate, construirea de autostrăzi și infrastructură în colaborare cu partenerii europeni, protecția mediului, în special prin stoparea defrișărilor, precum și cooperarea strânsă cu Uniunea Europeană (UE) și NATO. De asemenea, USR susține aderarea Republicii Moldova și Ucrainei la aceste organizații internaționale.
Nicușor Dan, președintele USR la acel moment, a declarat că programul partidului era încă în dezbatere publică și că ar putea fi îmbunătățit în funcție de sugestiile și opiniile primite din partea societății.
În octombrie 2016, USR și-a declarat public susținerea pentru premierul Dacian Cioloș, anunțând că îl sprijină pentru un nou mandat de prim-ministru după alegerile parlamentare din decembrie 2016. Pe 26 octombrie 2016, Uniunea Salvați România și-a anunțat o parte dintre candidații pentru alegerile parlamentare din 2016. Printre aceștia se numărau jurnalistul și activistul civic Mihai Goțiu, scriitorul Dan Lungu, foștii miniștri din cabinetul Cioloș Vlad Alexandrescu și Cristian Ghinea, precum și foști secretari de stat din același cabinet.

## Ideologie și poziții politice
Dan Barna, fostul președinte al USR, a caracterizat partidul ca fiind „în general de centru-dreapta”, înclinând spre centru-dreapta în ceea ce privește politicile economice și spre centru în privința politicilor sociale. Totuși, profilul membrilor USR este extrem de diversificat, reunind neoliberali, ecologiști, liberali de stânga, social-democrați, creștin-democrați, susținători ai ONG-urilor și activiști pentru drepturile minorităților. De asemenea, USR a fost descris ca un partid „a cărui identitate principală nu este un program sau o ideologie clară, ci profilul candidaților săi”. O altă sursă l-a caracterizat drept „un grup divers de activiști, academicieni și oameni din mediul de afaceri și din arte, care s-a dezvoltat din mișcarea Salvați Bucureștiul pentru protejarea clădirilor istorice ale orașului”. Politica partidului a fost etichetată de unii ca fiind sincretică.
Barna a comparat USR cu partidul La République En Marche! al președintelui francez Emmanuel Macron, menționând însă că diferența esențială între cele două formațiuni este faptul că USR constă, în principal, din persoane care nu au avut anterior un istoric politic. În decembrie 2019, Barna a anunțat declanșarea unui referendum intern pentru a poziționa USR ca un partid de centru-dreapta.
USR include și o facțiune libertariană, centrată în jurul lui Claudiu Năsui.

### Lupta anticorupție

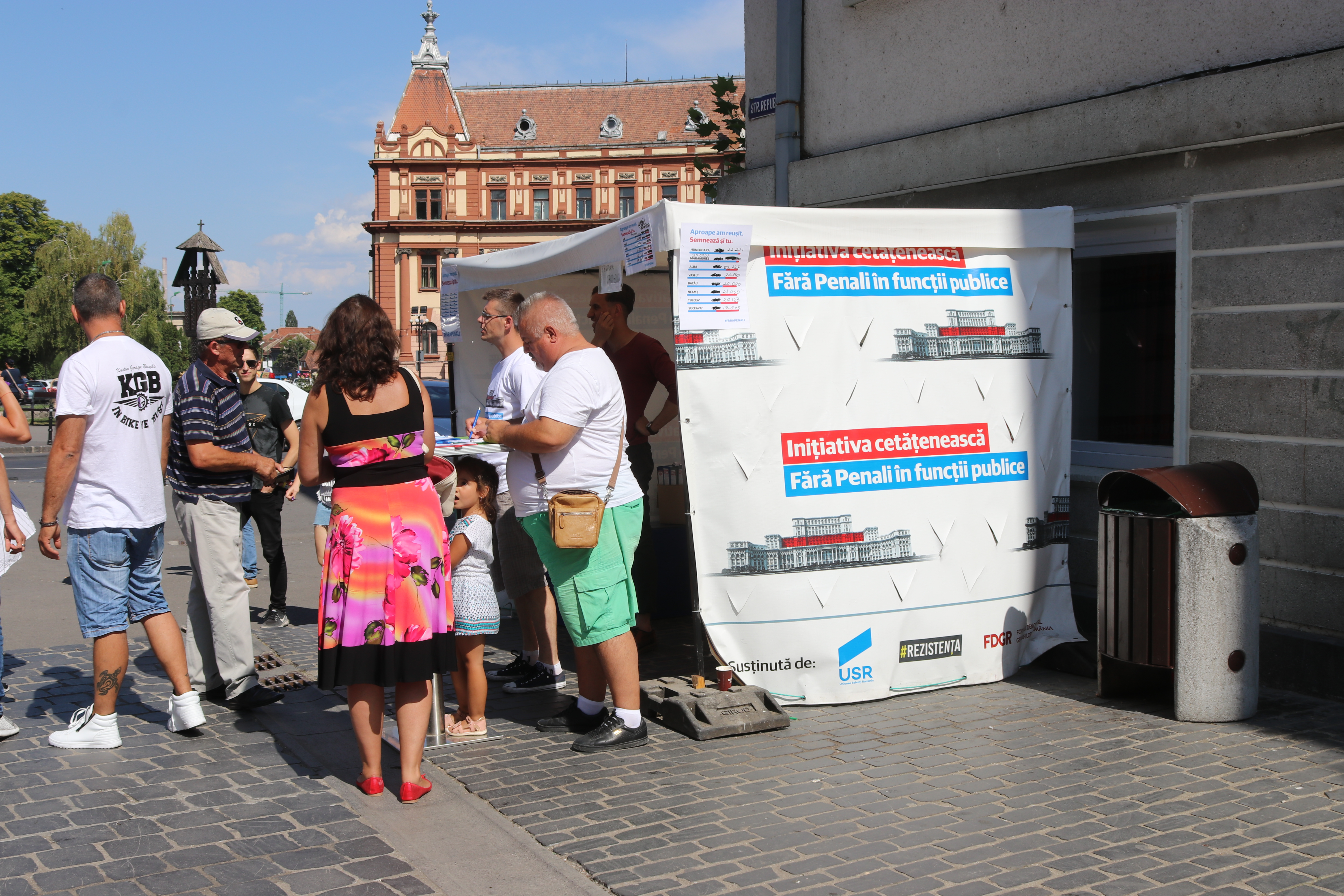
Activiștii strâng semnături pentru campania „Fără penali în funcții publice” în Brașov, Județul Brașov, Transilvania, România (august 2018)

Încă de la înființare, USR a susținut lupta anticorupție din România și activitatea Direcției Naționale Anticorupție. USR a criticat dur modificările aduse legilor justiției de coaliția de guvernare PSD–ALDE și a solicitat respingerea în regim de urgență a Ordonanței de Urgență 13, care a declanșat ample proteste la nivel național în 2017. Membrii USR s-au alăturat miilor de manifestanți în stradă, iar parlamentarii partidului au organizat frecvent proteste ad-hoc în plenul Camerei Deputaților pentru a-și exprima nemulțumirea față de modificările aduse legilor justiției.
În martie 2018, USR a lansat și susținut campania civică „Fără penali în funcții publice”. Această inițiativă urmărește modificarea articolului 37 din Constituție, care reglementează dreptul de a fi ales, prin introducerea unui nou alineat care prevede:
„Nu pot fi aleși în organele administrației publice locale, în Camera Deputaților, în Senat și în funcția de Președinte al României cetățenii condamnați definitiv la pedepse privative de libertate pentru infracțiuni săvârșite cu intenție, până la intervenirea unei situații care înlătură consecințele condamnării.”
Inițiativa a fost sprijinită de personalități precum scriitorul Gabriel Liiceanu, filozoful Mihai Șora, membrii mișcării civice Rezistența și președintele Asociației Colectiv. În decurs de cinci luni, campania a strâns peste un milion de semnături de la votanți eligibili. Pe 25 octombrie 2018, USR a depus oficial inițiativa „Fără penali în funcții publice” la Curtea Constituțională, cu 850.000 de semnături validate, conform procesului legislativ.
USR a sprijinit și a promovat această inițiativă ca parte a eforturilor de a împiedica persoanele condamnate pentru infracțiuni intenționate să ocupe funcții publice.

### Republica Moldova
USR sprijină Partidul Acțiune și Solidaritate (PAS), condus de Maia Sandu, și susține parcursul european al Republicii Moldova. La alegerile pentru primăria Chișinăului din iunie 2018, USR a susținut candidatura lui Andrei Năstase, reprezentant al forțelor pro-europene. După ce mandatul său a fost invalidat de judecătoarea Rodica Berdilo, președintele USR, Dan Barna, a condamnat această decizie, declarând:
„Invalidarea votului pentru învestirea lui Andrei Năstase la primăria Chișinăului arată ce se poate întâmpla atunci când corupția este regula unui stat. Decizia judecătoriei Chișinău demonstrează că interesele oligarhilor nu țin cont de procesele democratice și pot fura votul cetățenilor. Ce se întâmplă în aceste momente la Chișinău arată cât de aprigă este lupta pentru democrație și justiție corectă atât în România, cât și în Republica Moldova.”

### Drepturile persoanelor LGBT
Poziția USR pe problematici LGBT nu este complet clarificată, având în vedere diversitatea de opinii din interiorul partidului, care include atât membri progresiști, cât și conservatori. Într-un interviu acordat EurActiv, președintele de atunci al partidului, Dan Barna, afirma că „căsătoria gay nu este un subiect pe agenda publică” și că „pentru moment, aceasta nu este o prioritate”. Cu toate acestea, la votul din Camera Deputaților din 9 mai 2017, Barna s-a opus inițiativei de revizuire a Constituției pentru redefinirea familiei, numind această propunere „un recensământ pentru dezbinare”.
În contextul unei inițiative cetățenești care viza modificarea articolului 48 din Constituție pentru a defini familia ca „căsătoria liber consimțită între un bărbat și o femeie”, USR a organizat un vot intern în august 2017 pentru a stabili poziția oficială a partidului față de un eventual referendum. Din totalul voturilor exprimate, 52,7% dintre membrii USR au fost de acord ca partidul să adopte o poziție oficială, iar 82,5% dintre aceștia au votat împotriva inițiativei susținute de Coaliția pentru Familie. Ulterior, în timpul campaniei pentru referendumul din octombrie 2018, Vlad Alexandrescu, liderul senatorilor USR și vicepreședinte al partidului, a îndemnat cetățenii să boicoteze consultarea.
Pe lângă opoziția față de referendumul privind redefinirea familiei, USR a adoptat și o poziție oficială de susținere a parteneriatului civil. Această decizie a fost luată de Comitetul Politic Național al partidului în iunie 2017. În același an, deputatul USR Silviu Dehelean  a participat la un forum organizat de MozaiQ, una dintre principalele organizații LGBT din România, cu ocazia Zilei Internaționale împotriva Homofobiei, Bifobiei și Transfobiei (IDAHOT), în care s-a discutat despre parteneriatul civil. Tot în 2017, deputatul Adrian Dohotaru, pe atunci membru USR, s-a alăturat marșului LGBT organizat în cadrul Cluj Pride, primul eveniment de acest tip din Transilvania.
În iunie 2019, Dan Barna și-a exprimat public susținerea față de căsătoria între persoane de același sex, declarând că ar fi de acord cu adoptarea unei legi care să reglementeze acest aspect.

### Roșia Montană
USR a sprijinit includerea sitului Roșia Montană în Patrimoniul Mondial UNESCO. La cea de-a 42-a sesiune a Comitetului pentru Patrimoniul Mondial UNESCO, desfășurată în perioada 24 iunie–4 iulie la Manama, în Bahrain, reprezentantul guvernului, Ștefan Răzvan Rab, secretar de stat din Ministerul Culturii, a cerut în numele României amânarea includerii peisajului cultural minier de la Roșia Montană în lista Patrimoniului Mondial până la finalizarea litigiului judiciar cu compania Gabriel Resources, fapt fără precedent în istoria organizației UNESCO. Senatorul USR Vlad Alexandrescu, sub al cărui ministeriat la Cultură în perioada 2015–2016 Roșia Montană a fost inclusă pe lista indicativă UNESCO, a acuzat guvernul coaliției PSD–ALDE–UDMR de trădare, scriind într-o postare din 2 iulie 2018 pe Facebookː
„Este cel mai rușinos moment al României de când este membră UNESCO. Toate celelalte state ale lumii duc o negociere acerbă în aceste zile astfel încât monumentele lor să fie incluse în lista UNESCO, iar fiecare reușită este întâmpinată cu aplauze și urale.

În opoziție cu lumea civilizată se află România. Singurul stat care a militat pentru ca monumentul său să NU intre în această listă. Un stat acaparat de o gașcă de ticăloși care nu dau doi bani pe importanța patrimoniului. Tot ce vor e să ne lase naibii în pace UNESCO cu ideile lor, să facem un crater peste Roșia Montană ca să își poate umple ei buzunarele. Normal că și restul statelor știu acest lucru, nu toți sunt la fel de „profesioniști” precum guvernul nostru.
Și așa vom fi cunoscuți de acum înainte, cei care își vând patrimoniul pentru bunăstarea politicienilor lor.

Ceea ce ați săvârșit voi aici, membri și reprezentanți ai Guvernului, se numește trădare. Ați acționat astfel încât patrimoniul nostru să fie redus la un crater în viitorul apropiat. Iar asta nu va rămâne fără consecințe, vă promit!”

### Afiliere europeană
USR este un susținător ferm al aderării României la Uniunea Europeană (UE) și este în favoarea unei politici externe și militare europene comune și a aderării României la Spațiul Schengen. Deși nu a făcut parte din niciun partid politic european în primii 3 ani de existență, USR a purtat negocieri cu Alianța Liberalilor și Democraților pentru Europa (ALDE) și într-o mai mică măsură cu Partidul Popular European (PPE) și Partidul Verde European (EGP). Ezitarea USR de a se alătura ALDE s-a datorat faptului că un partid românesc căruia i se opunea vehement la acea vreme (care făcea parte dintr-o coaliție guvernamentală cu PSD), mai exact Alianța Liberalilor și Democraților (ALDE), făcea deja parte din acel partid european și avea același acronim.
În mai 2019, partidul a declarat că va participa în iunie 2019 la noul grup liberal din Parlamentul European care include partidul francez La République En Marche!, numit Renew Europe. La 30 mai 2019, Alianța Liberalilor și Democraților s-a retras din ALDE. Prin urmare, fără alte obstacole în calea sa, USR s-a alăturat ALDE la 28 iunie 2019.

## Membri notabili

### Membrii actuali
- Dominic Fritz - președintele partidului și actualul primar al Timișoarei.
- Elena Lasconi - fost președinte al partidului și actualul primar al municipiului Câmpulung.
- Dan Barna - actual europarlamentar, fost candidat la președinție în 2019, fost viceprim-ministru și fost președinte de partid.
- Vlad Voiculescu - actual europarlamentar, fost ministru al Sănătății și actual vicepreședinte al partidului.
- Cătălin Drulă - fost ministru al Transporturilor și fost președinte al partidului.
- Clotilde Armand - fost europarlamentar și fost primar al Sector 1.
- Allen Coliban - fost primar al Brașovului.
- Claudiu Năsui - fost ministru al Economiei, Antreprenoriatului și Turismului.
- Cristian Ghinea - fost europarlamentar și ministru al Fondurilor Europene.
- Vlad Botoș - fost europarlamentar.
- Radu Panait - antreprenor digital și deputat.

### Foști membri
- Nicușor Dan - Actualul președinte al României, fost primar al Bucureștiului (2020–2025), fost președinte al partidului (primul președinte al partidului) și fondator al partidului USR.
- Dacian Cioloș - fost premier și fost președinte de partid.
- Lavinia Cosma - fost deputat, actual lider al Partidul Verde din România (PV).
- Nicolae Ștefănuță - actual europarlamentar.
- Vlad Gheorghe - fost europarlamentar.
- Ramona Strugariu - fost europarlamentar.
- Dragoș Pîslaru - fost europarlamentar.
- Alin Mituța - fost europarlamentar.
- Dragoș Tudorache - fost europarlamentar.
- Adrian Dohotaru - fost deputat, activist civic.
- Ioana Mihăilă - fost ministru al Sănătății în guvernul Florin Cîțu.[115]
- Andrei Lupu - fost deputat.[116][117]

## Președinți
A ocupat funcția de Prim-ministru
     Ocupă funcția de președinte al României
| Nr. | Nume născut – decedat              | Portret | În funcție din    | Până              | Durată                   |
| --- | ---------------------------------- | ------- | ----------------- | ----------------- | ------------------------ |
| 1   | Nicușor Dan (1969– )               |         | 28 iulie 2016     | 1 iunie 2017      | 10 luni și 4 zile        |
| –   | Elek Levente (interimar) (1971– )  |         | 1 iunie 2017      | 28 octombrie 2017 | 4 luni și 27 zile        |
| 2   | Dan Barna (1975– )                 |         | 28 octombrie 2017 | 1 octombrie 2021  | 3 ani, 11 luni și 3 zile |
| 3   | Dacian Cioloș (1969– )             |         | 1 octombrie 2021  | 7 februarie 2022  | 4 luni și 6 zile         |
| –   | Cătălin Drulă (interimar) (1981– ) |         | 7 februarie 2022  | 10 iulie 2022     | 5 luni și 3 zile         |
| 4   | Cătălin Drulă (1981– )             |         | 10 iulie 2022     | 10 iunie 2024     | 1 an și 11 luni          |
| –   | Dominic Fritz (interimar) (1983– ) |         | 10 iunie 2024     | 26 iunie 2024     | 16 zile                  |
| 5   | Elena Lasconi (1972– )             |         | 26 iunie 2024     | 5 mai 2025        | 10 luni și 9 zile        |
| –   | Dominic Fritz (interimar) (1983– ) |         | 5 mai 2025        | 13 iunie 2025     | 3 luni și 15 zile        |
| 6   | Dominic Fritz (1983– )             |         | 13 iunie 2025     | prezent           | 1 zi                     |

## Istoric electoral

### Alegeri prezidențiale
| An   | Candidat      | Primul tur | Primul tur   | Al doilea tur     | Al doilea tur     | Rezultat             |
| An   | Candidat      | Voturi     | Procente (%) | Voturi            | Procente          | Rezultat             |
| ---- | ------------- | ---------- | ------------ | ----------------- | ----------------- | -------------------- |
| 2019 | Dan Barna     | 1.384.450  | 15,02 / 100  |                   |                   | A pierdut alegerile. |
| 2024 | Elena Lasconi | 1.772.500  | 19,18 / 100  | Alegeri anulate.  | Alegeri anulate.  | Alegeri anulate.     |
| 2025 | Elena Lasconi | 252.721    | 2,68 / 100   | Nu s-a calificat. | Nu s-a calificat. | A pierdut alegerile. |

### Alegeri parlamentare
| An   | Camera Deputaților | Camera Deputaților | Camera Deputaților | Senat     | Senat        | Senat    | Poziție | Rezultat                                                  | Guverne                                              |
| An   | Voturi             | Procente (%)       | Mandate            | Voturi    | Procente (%) | Mandate  | Poziție | Rezultat                                                  | Guverne                                              |
| ---- | ------------------ | ------------------ | ------------------ | --------- | ------------ | -------- | ------- | --------------------------------------------------------- | ---------------------------------------------------- |
| 2016 | 625.154            | 8,87 / 100         | 30 / 329           | 629.375   | 8,92 / 100   | 13 / 136 | 3       | Opoziție față de guvernul PSD-ALDE (2017–2019)            | Grindeanu, Tudose, Dăncilă, Guvernele Orban (I & II) |
| 2016 | 625.154            | 8,87 / 100         | 30 / 329           | 629.375   | 8,92 / 100   | 13 / 136 | 3       | Opoziție față de guvernul minoritar PSD (2019)            | Grindeanu, Tudose, Dăncilă, Guvernele Orban (I & II) |
| 2016 | 625.154            | 8,87 / 100         | 30 / 329           | 629.375   | 8,92 / 100   | 13 / 136 | 3       | Sprijin pentru guvernul minoritar PNL (2019–2020)         | Grindeanu, Tudose, Dăncilă, Guvernele Orban (I & II) |
| 2020 | 906.965            | 15,34 / 100        | 55 / 330           | 936.864   | 16,06 / 100  | 25 / 136 | 3       | Guvern de coaliție PNL-USR PLUS-UDMR/RMDSZ (2020–2021)    | Cîțu, Ciucă, Ciolacu I                               |
| 2020 | 906.965            | 15,34 / 100        | 55 / 330           | 936.864   | 16,06 / 100  | 25 / 136 | 3       | Opoziție față de guvernul minoritar PNL-UDMR/RMDSZ (2021) | Cîțu, Ciucă, Ciolacu I                               |
| 2020 | 906.965            | 15,34 / 100        | 55 / 330           | 936.864   | 16,06 / 100  | 25 / 136 | 3       | Opoziție față de guvernul PSD-PNL-UDMR/RMDSZ (2021–2023)  | Cîțu, Ciucă, Ciolacu I                               |
| 2020 | 906.965            | 15,34 / 100        | 55 / 330           | 936.864   | 16,06 / 100  | 25 / 136 | 3       | Opoziție față de guvernul PSD-PNL (2023–2024)             | Cîțu, Ciucă, Ciolacu I                               |
| 2024 | 1.146.357          | 12,40 / 100        | 40 / 331           | 1.134.831 | 12,26 / 100  | 19 / 134 | 4       | Opoziție față de guvernul PSD-PNL-UDMR/RMDSZ (2024–2025)  | Ciolacu II, Bolojan                                  |
| 2024 | 1.146.357          | 12,40 / 100        | 40 / 331           | 1.134.831 | 12,26 / 100  | 19 / 134 | 4       | Guvern de coaliție PSD-PNL-USR-UDMR/RMDSZ (2025–prezent)  | Ciolacu II, Bolojan                                  |

### Alegeri europarlamentare
| An   | Voturi    | Procente (%) | Mandate | Poziție                                       |
| ---- | --------- | ------------ | ------- | --------------------------------------------- |
| 2019 | 2.028.236 | 22,36%       | 4 / 32  | 3 (ca USR PLUS)                               |
| 2024 | 778.901   | 8,71%        | 2 / 33  | 3 (ca Alianța Dreapta Unită sau ADU pe scurt) |

### Alegeri locale
| Alegeri | Consilieri județeni (CJ) | Consilieri județeni (CJ) | Consilieri județeni (CJ) | Primari | Primari      | Primari    | Consilieri locali (CL) | Consilieri locali (CL) | Consilieri locali (CL) | Voturi  | Procente (%) | Poziție                      |
| Alegeri | Voturi                   | Procente (%)             | Locuri                   | Voturi  | Procente (%) | Locuri     | Voturi                 | Procente (%)           | Locuri                 | Voturi  | Procente (%) | Poziție                      |
| ------- | ------------------------ | ------------------------ | ------------------------ | ------- | ------------ | ---------- | ---------------------- | ---------------------- | ---------------------- | ------- | ------------ | ---------------------------- |
| 2016    | 143.544                  | 1,73%                    | 15 / 1.434               | 96.789  | 1,13%        | 0 / 3.186  | 121.099                | 1,44%                  | 39 / 40.067            | 143.544 | 1,73%        | 7 (ca USB)                   |
| 2020    | 478.659                  | 6,65%                    | 103 / 1.340              | 490.362 | 6,58%        | 39 / 3.176 | 504.563                | 6,85%                  | 1.207 / 39.900         | 696.478 | 8,89%        | 3 (ca USR PLUS)              |
| 2024    | 653.476                  | 8,29%                    | 46 / 1.338               | 550.850 | 6,28%        | 28 / 3.180 | 583.042                | 6,70%                  | 830 / 39.900           | 550.850 | 6,28%        | 3 (ca Alianța Dreapta Unită) |

| Județ           | Alegeri | Voturi  | Procente (%) | Consilieri | +/- | Guvernare locală |
| --------------- | ------- | ------- | ------------ | ---------- | --- | ---------------- |
| Alba            | 2024    | 11.416  | 7,1 (#4)     | 0 / 32     | -4  | Extraparlamentar |
| Arad            | 2024    | 15.761  | 8,5 (#4)     | 3 / 32     | -2  | Opoziție         |
| Argeș           | 2024    | 35.734  | 13,4 (#3)    | 5 / 34     | +1  | Opoziție         |
| Bacău           | 2024    | 25.416  | 10,3 (#4)    | 4 / 36     | 0   | Opoziție         |
| Bihor           | 2024    | 6.226   | 2,3 (#5)     | 0 / 34     | 0   | Extraparlamentar |
| Bistrița-Năsăud | 2024    | 8.408   | 6,1 (#5)     | 0 / 30     | 0   | Extraparlamentar |
| Botoșani        | 2024    | 5.996   | 3,7 (#4)     | 0 / 32     | 0   | Extraparlamentar |
| Brăila          | 2024    | 6.533   | 5,2 (#4)     | 0 / 30     | 0   | Extraparlamentar |
| Brașov          | 2024    | 55.830  | 22,8 (#2)    | 8 / 34     | 0   | Opoziție         |
| București       | 2024    | 200.102 | 27,6 (#1)    | 17 / 55    | -4  | USR-PNL-REPER    |
| Buzău           | 2024    | 14.577  | 7,7 (#4)     | 0 / 32     | 0   | Extraparlamentar |
| Călărași        | 2024    | 6.290   | 4,8 (#4)     | 0 / 30     | -4  | Extraparlamentar |
| Caraș-Severin   | 2024    | 6.839   | 5,5 (#4)     | 0 / 30     | 0   | Extraparlamentar |
| Cluj            | 2024    | 44.548  | 14,9 (#3)    | 6 / 36     | +1  | Opoziție         |
| Constanța       | 2024    | 36.752  | 12,7 (#4)    | 5 / 36     | 0   | Opoziție         |
| Covasna         | 2024    | 3.405   | 4,0 (#5)     | 0 / 30     | 0   | Extraparlamentar |
| Dâmbovița       | 2024    | 13.853  | 6,1 (#4)     | 0 / 34     | 0   | Extraparlamentar |
| Dolj            | 2024    | 22.109  | 8,0 (#4)     | 3 / 36     | +3  | Opoziție         |
| Galați          | 2024    | 11.186  | 5,3 (#4)     | 0 / 34     | 0   | Extraparlamentar |
| Giurgiu         | 2024    | 7.488   | 5,9 (#4)     | 2 / 30     | +2  | Opoziție         |
| Gorj            | 2024    | 6.836   | 4,2 (#4)     | 0 / 32     | 0   | Extraparlamentar |
| Harghita        | 2024    | 3.020   | 2,3 (#6)     | 0 / 30     | 0   | Extraparlamentar |
| Hunedoara       | 2024    | 11.238  | 6,6 (#4)     | 0 / 32     | -2  | Opoziție         |
| Ialomița        | 2024    | 7.505   | 6,8 (#4)     | 0 / 30     | 0   | Extraparlamentar |
| Iași            | 2024    | 44.678  | 14,1 (#3)    | 6 / 36     | 0   | Opoziție         |
| Ilfov           | 2024    | 41.158  | 18,6 (#2)    | 7 / 32     | +2  | Opoziție         |
| Maramureș       | 2024    | 14.849  | 7,3 (#3)     | 3 / 34     | 0   | Opoziție         |
| Mehedinți       | 2024    | 5.742   | 4,7 (#4)     | 0 / 30     | 0   | Extraparlamentar |
| Mureș           | 2024    | 16.036  | 6,8 (#5)     | 0 / 34     | 0   | Extraparlamentar |
| Neamț           | 2024    | 16.225  | 7,9 (#4)     | 0 / 34     | -4  | Opoziție         |
| Olt             | 2024    | 10.143  | 4,9 (#4)     | 0 / 32     | 0   | Extraparlamentar |
| Prahova         | 2024    | 33.797  | 10,7 (#4)    | 5 / 36     | -3  | Opoziție         |
| Sălaj           | 2024    | 5.859   | 5,5 (#5)     | 0 / 30     | -2  | Extraparlamentar |
| Satu Mare       | 2024    | 7.303   | 4,9 (#5)     | 0 / 32     | 0   | Extraparlamentar |
| Sibiu           | 2024    | 21.787  | 12,4 (#4)    | 5 / 32     | +1  | Opoziție         |
| Suceava         | 2024    | 19.447  | 6,8 (#4)     | 0 / 36     | 0   | Extraparlamentar |
| Teleorman       | 2024    | 7.806   | 4,7 (#4)     | 0 / 32     | 0   | Extraparlamentar |
| Timiș           | 2024    | 75.848  | 25,8 (#2)    | 11 / 36    | +1  | Opoziție         |
| Tulcea          | 2024    | 3.999   | 4,5 (#4)     | 0 / 30     | 0   | Extraparlamentar |
| Vâlcea          | 2024    | 8.063   | 4,7 (#4)     | 0 / 32     | 0   | Extraparlamentar |
| Vaslui          | 2024    | 14.713  | 9,8 (#4)     | 4 / 34     | +1  | Opoziție         |
| Vrancea         | 2024    | 12.249  | 8,3 (#4)     | 3 / 32     | -2  | Opoziție         |

| Sectorul 1  | 35,92 / 100 | 2 | 34.688 | 35,6 (#2) | 11 / 27 | ▲ 2 | Opoziție       |
| Sectorul 2  | 42,97 / 100 | 2 | 41.989 | 34,2 (#2) | 10 / 27 | ▲ 1 | Opoziție       |
| Sectorul 3  | 20,68 / 100 | 2 | 48.418 | 32,1 (#2) | 11 / 31 | ▲ 2 | Opoziție       |
| Sectorul 4  | 19,61 / 100 | 2 | 30.359 | 26,3 (#2) | 8 / 27  | ▼ 1 | Opoziție       |
| Sectorul 5  | 21,57 / 100 | 2 | 21.542 | 22,0 (#3) | 7 / 27  | ▲ 2 | Opoziție       |
| Sectorul 6  | 11,63 / 100 | 2 | 33.890 | 24,0 (#2) | 7 / 27  | ▼ 1 | Opoziție       |
| Cluj-Napoca | 5,89 / 100  | 4 | 22.976 | 18,4 (#2) | 5 / 27  | ▬ 0 | Opoziție       |
| Timișoara   | 49,70 / 100 | 1 | 44.109 | 41,9 (#1) | 13 / 27 | ▬ 0 | USR minoritate |
| Iași        | 26,05 / 100 | 2 | 23.328 | 25,6 (#2) | 7 / 27  | ▼ 2 | Opoziție       |
| Brașov      | 43,72 / 100 | 2 | 39.593 | 36,6 (#2) | 11 / 27 | ▼ 1 | Opoziție       |
| Constanța   | 20,76 / 100 | 2 | 21.348 | 20,4 (#3) | 6 / 27  | ▼ 3 | PNL–USR        |

### Cronologia rezultatelor
| An | RO   | UE   |     | AB   | AR   | AG   | BC   | BH  | BN  | BT   | BV   | BR   | B    | BZ  | CS   | CL   | CJ   | CT   | CV  | DB  | DJ  | GL  | GR  | GJ  | HR  | HD  | IL   | IS   | IF   | MM  | MH  | MS   | NT  | OT   | PH   | SM  | SJ   | SB   | TR  | SV   | TM   | TL  | VS  | VL   | VN  |
| --- | ---- | ---- | --- | ---- | ---- | ---- | ---- | --- | --- | ---- | ---- | ---- | ---- | --- | ---- | ---- | ---- | ---- | --- | --- | --- | --- | --- | --- | --- | --- | ---- | ---- | ---- | --- | --- | ---- | --- | ---- | ---- | --- | ---- | ---- | --- | ---- | ---- | --- | --- | ---- | --- |
| 2016 | 8.9  | N/A  |     | N/A  | N/A  | N/A  | N/A  | N/A | N/A | N/A  | N/A  | N/A  | 25.3 | N/A | N/A  | N/A  | N/A  | N/A  | N/A | N/A | N/A | N/A | N/A | N/A | N/A | N/A | N/A  | N/A  | N/A  | N/A | N/A | N/A  | N/A | N/A  | N/A  | N/A | N/A  | N/A  | N/A | N/A  | N/A  | N/A | N/A | N/A  | N/A |
| 2017 | 8.9  | N/A  |     | N/A  | N/A  | N/A  | N/A  | N/A | N/A | N/A  | N/A  | N/A  | 25.3 | N/A | N/A  | N/A  | N/A  | N/A  | N/A | N/A | N/A | N/A | N/A | N/A | N/A | N/A | N/A  | N/A  | N/A  | N/A | N/A | N/A  | N/A | N/A  | N/A  | N/A | N/A  | N/A  | N/A | N/A  | N/A  | N/A | N/A | N/A  | N/A |
| 2018 | 8.9  | N/A  |     | N/A  | N/A  | N/A  | N/A  | N/A | N/A | N/A  | N/A  | N/A  | 25.3 | N/A | N/A  | N/A  | N/A  | N/A  | N/A | N/A | N/A | N/A | N/A | N/A | N/A | N/A | N/A  | N/A  | N/A  | N/A | N/A | N/A  | N/A | N/A  | N/A  | N/A | N/A  | N/A  | N/A | N/A  | N/A  | N/A | N/A | N/A  | N/A |
| 2019 | 8.9  | 22.3 |     | N/A  | N/A  | N/A  | N/A  | N/A | N/A | N/A  | N/A  | N/A  | 25.3 | N/A | N/A  | N/A  | N/A  | N/A  | N/A | N/A | N/A | N/A | N/A | N/A | N/A | N/A | N/A  | N/A  | N/A  | N/A | N/A | N/A  | N/A | N/A  | N/A  | N/A | N/A  | N/A  | N/A | N/A  | N/A  | N/A | N/A | N/A  | N/A |
| 2020 | 15.5 | 22.3 | 9.5 | 12.8 | 10.7 | 27.0 | 2.3  | 4.4 | 3.6 | 19.3 | 5.3  | 27.0 | 6.6  | 5.3 | 37.3 | 12.2 | 13.0 | 2.7  | 2.9 | 6.7 | 6.0 | 3.4 | 4.2 | 1.3 | 7.9 | 5.7 | 14.6 | 14.5 | 7.7  | 2.4 | 3.4 | 10.7 | 2.5 | 45.9 | 5.4  | 7.0 | 10.1 | 3.8  | 6.2 | 21.5 | 6.1  | 8.4 | 5.2 | 41.0 |     |
| 2021 | 15.5 | 22.3 | 9.5 | 12.8 | 10.7 | 27.0 | 2.3  | 4.4 | 3.6 | 19.3 | 5.3  | 27.0 | 6.6  | 5.3 | 37.3 | 12.2 | 13.0 | 2.7  | 2.9 | 6.7 | 6.0 | 3.4 | 4.2 | 1.3 | 7.9 | 5.7 | 14.6 | 14.5 | 7.7  | 2.4 | 3.4 | 10.7 | 2.5 | 45.9 | 5.4  | 7.0 | 10.1 | 3.8  | 6.2 | 21.5 | 6.1  | 8.4 | 5.2 | 41.0 |     |
| 2022 | 15.5 | 22.3 | 9.5 | 12.8 | 10.7 | 27.0 | 2.3  | 4.4 | 3.6 | 19.3 | 5.3  | 27.0 | 6.6  | 5.3 | 37.3 | 12.2 | 13.0 | 2.7  | 2.9 | 6.7 | 6.0 | 3.4 | 4.2 | 1.3 | 7.9 | 5.7 | 14.6 | 14.5 | 7.7  | 2.4 | 3.4 | 10.7 | 2.5 | 45.9 | 5.4  | 7.0 | 10.1 | 3.8  | 6.2 | 21.5 | 6.1  | 8.4 | 5.2 | 41.0 |     |
| 2023 | 15.5 | 22.3 | 9.5 | 12.8 | 10.7 | 27.0 | 2.3  | 4.4 | 3.6 | 19.3 | 5.3  | 27.0 | 6.6  | 5.3 | 37.3 | 12.2 | 13.0 | 2.7  | 2.9 | 6.7 | 6.0 | 3.4 | 4.2 | 1.3 | 7.9 | 5.7 | 14.6 | 14.5 | 7.7  | 2.4 | 3.4 | 10.7 | 2.5 | 45.9 | 5.4  | 7.0 | 10.1 | 3.8  | 6.2 | 21.5 | 6.1  | 8.4 | 5.2 | 41.0 |     |
| 2024 | 12.3 | 8.5  |     | 7.1  | 8.6  | 13.5 | 10.3 | 2.3 | 6.2 | 3.7  | 22.8 | 5.2  | 27.6 | 7.7 | 5.5  | 4.8  | 14.8 | 12.7 | 2.7 | 2.8 | 8.0 | 5.2 | 5.9 | 4.2 | 2.3 | 6.6 | 6.8  | 14.2 | 18.6 | 7.3 | 4.8 | 6.8  | 7.9 | 5.0  | 10.8 | 5.0 | 5.5  | 12.4 | 4.7 | 6.8  | 25.8 | 4.5 | 9.8 | 4.7  | 8.3 |
| 2025 | 12.3 | 8.5  |     | 7.1  | 8.6  | 13.5 | 10.3 | 2.3 | 6.2 | 3.7  | 22.8 | 5.2  | 27.6 | 7.7 | 5.5  | 4.8  | 14.8 | 12.7 | 2.7 | 2.8 | 8.0 | 5.2 | 5.9 | 4.2 | 2.3 | 6.6 | 6.8  | 14.2 | 18.6 | 7.3 | 4.8 | 6.8  | 7.9 | 5.0  | 10.8 | 5.0 | 5.5  | 12.4 | 4.7 | 6.8  | 25.8 | 4.5 | 9.8 | 4.7  | 8.3 |
| An | RO   | UE   |     | AB   | AR   | AG   | BC   | BH  | BN  | BT   | BV   | BR   | B    | BZ  | CS   | CL   | CJ   | CT   | CV  | DB  | DJ  | GL  | GR  | GJ  | HR  | HD  | IL   | IS   | IF   | MM  | MH  | MS   | NT  | OT   | PH   | SM  | SJ   | SB   | TR  | SV   | TM   | TL  | VS  | VL   | VN  |
| Bold indică cel mai bun rezultat până în prezent. Va fi decis Prezent în legislatură (în opoziție) Partener de coaliție junior Partener de coaliție senior |      |      |     |      |      |      |      |     |     |      |      |      |      |     |      |      |      |      |     |     |     |     |     |     |     |     |      |      |      |     |     |      |     |      |      |     |      |      |     |      |      |     |     |      |     |

## Uniunea Salvați România (USR) la guvernare
Guvern în care a făcut parte Uniunea Salvați România (USR)
| Legislatura | Guvernul                    | Partide membre                   | Nr. ministere | % din ministere | Perioada guvernării                 | Poziție parlamentară    |
| ----------- | --------------------------- | -------------------------------- | ------------- | --------------- | ----------------------------------- | ----------------------- |
| 2016–2020   | Guvernul Sorin Grindeanu    | PSD, ALDE                        | N/A           | N/A             | 4 ianuarie 2017–29 iunie 2017       | Opoziție                |
| 2016–2020   | Guvernul Mihai Tudose       | PSD, ALDE                        | N/A           | N/A             | 29 iunie 2017–29 ianuarie 2018      | Opoziție                |
| 2016–2020   | Guvernul Viorica Dăncilă    | PSD, ALDE (ulterior doar PSD)    | N/A           | N/A             | 29 ianuarie 2018–4 noiembrie 2019   | Opoziție                |
| 2016–2020   | Guvernul Ludovic Orban (1)  | PNL                              | N/A           | N/A             | 4 noiembrie 2019–14 martie 2020     | Susținere parlamentară  |
| 2016–2020   | Guvernul Ludovic Orban (2)  | PNL                              | N/A           | N/A             | 14 martie 2020–23 decembrie 2020    | Susținere parlamentară  |
| 2020–2024   | Guvernul Florin Cîțu        | PNL, USR, UDMR/RMDSZ             | 7             | 33,34%          | 23 decembrie 2020–25 noiembrie 2021 | Coaliție de guvernământ |
| 2020–2024   | Guvernul Nicolae Ciucă      | PSD, PNL, UDMR/RMDSZ             | N/A           | N/A             | 25 noiembrie 2021–15 iunie 2023     | Opoziție                |
| 2020–2024   | Guvernul Marcel Ciolacu (1) | PSD, PNL                         | N/A           | N/A             | 15 iunie 2023–23 decembrie 2024     | Opoziție                |
| 2024–2028   | Guvernul Marcel Ciolacu (2) | PSD, PNL, UDMR/RMDSZ             | N/A           | N/A             | 23 decembrie 2024–23 iunie 2025     | Opoziție                |
| 2024–2028   | Guvernul Ilie Bolojan       | PSD, PNL, USR, REPER, UDMR/RMDSZ | 4             | 25,00%          | 23 iunie 2025–prezent               | Coaliție de guvernământ |

Guvernele în care Uniunea Salvați România (USR) a participat sunt Guvernele Florin Cîțu și Ilie Bolojan. Înainte de intrarea la guvernare în cabinetul Cîțu, Uniunea Salvați România (USR) a susținut, de asemenea, guvernele Orban I și Orban II în Parlament în contextul pandemiei de coronavirus.